# Abbaye du Mont Notre-Dame lès Provins
L'abbaye du Mont Notre-Dame lès Provins, dite également Les Filles-Dieu, est une ancienne abbaye de moniales située dans la commune de Provins, autrefois dans l'archidiocèse de Sens, mais aujourd'hui dans le diocèse de Meaux.

## Histoire
En 1236, un bourgeois de Provins nommé Bosnier fonde un monastère de filles de l'ordre de Citeaux qui prend le nom d'Abbaye Mont Notre-Dame lès Provins. Les donations comprennent une vigne située entre la nouvelle abbaye, située en haut de la colline dite de Culoison, et la ville, les terres placées entre cette vigne et l'abbaye, le pourpris de ce couvent, un jardin appelé Champ Haton qui lui est attenant ainsi qu'une trentaine d'arpents de terre situés en différents endroits,.
L'abbaye est dévastée en 1358 par le roi de Navarre Charles le Mauvais lors de la Guerre de Cent Ans, puis détruite par le régent et futur roi Charles le Sage afin de ne pas offrir de refuge aux Anglais, entrainant la dispersion des religieuses puis la rattachement du couvent à l'abbaye de Preuilly en 1465, chargée d'y entretenir un religieux pour y dire la messe en l'honneur des fondateurs du couvent.
L'abbaye est relevée et rendue aux moniales en 1648 sous l'impulsion d'un religieux du nom de Nicolas des Lyons avant d'être fermée définitivement moins d'un siècle plus tard en 1751 par l'évêque de Sens Jean-Joseph Languet de Gergy et d'être réunie à l'abbaye de la Joie-lès-Nemours avant de devenir une simple ferme.